# Jean Dupuis
Jean Dupuis (1875−1952) was een Belgische drukker en uitgever.
Hij stichtte zijn eigen uitgeverij te Marcinelle en begon met uitgeverij Dupuis in 1898. Vroege titels van hem waren Le Moustique, een gids voor de nationale radio, en Bonne Soirée, een damesblad.
Toen hij een markt zag voor een jeugdblad, vond hij, als praktiserend katholiek en overtuigde Europeaan, de toenmalig dominante Amerikaanse stripcultuur niet overeenkomen met de morele en opvoedkundige waarden die hij verdedigde. Hij droeg dus zijn zoon Paul Dupuis op om het profiel uit te werken voor het nieuwe blad.
In 1938 stichtte hij, enkele weken na het Franstalige zusterblad Spirou, het striptijdschrift Robbedoes. Hij gaf de leiding van het blad aan zijn zonen Paul en Charles.